# Peyton McNamara
Pour les articles homonymes, voir McNamara.
Peyton McNamara, née le 22 février 2002 aux États-Unis, est une footballeuse internationale jamaïcaine, qui joue au poste de milieu de terrain aux Buckeyes d'Ohio State.

## Biographie
Peyton McNamara est originaire de Norfolk dans le Connecticut.

### En club
Depuis 2021, elle évolue avec l'équipe universitaire des Buckeyes d'Ohio State.

### En sélection
Peyton McNamara est éligible pour représenter la Jamaïque en raison des origines de sa mère. En 2020, elle participe au championnat de la CONCACAF des moins de 20 ans.
En 2021, elle découvre la sélection A de Jamaïque. Elle fait ses débuts le 10 juin 2021 contre le Nigeria.